# Niels Wellenberg
Niels Wellenberg est un footballeur néerlandais, né le 9 août 1982 à Deventer aux Pays-Bas. Il évolue comme arrière droit.

## Carrière
- 2001-2004 :  Go Ahead Eagles
- 2004-2009 :  FC Twente
- 2009-2012 :  NEC Nimègue[1],[2]

## Palmarès
Vierge